# Sphaerodactylus dunni
Espèce
Statut de conservation UICN

 LC  : Préoccupation mineure
Sphaerodactylus dunni est une espèce de geckos de la famille des Sphaerodactylidae.

## Répartition
Cette espèce se rencontre à Cuba et au Honduras, entre 100 et 230 m d'altitude.

## Description
L'holotype de Sphaerodactylus dunni mesure, queue non comprise, 25 mm.

## Étymologie
Cette espèce est nommée en l'honneur d'Emmett Reid Dunn.

## Publication originale
- Schmidt, 1936 : New amphibians and reptiles from Honduras in the Museum of Comparative Zoology. Proceedings of the Biological Society of Washington, vol. 49, p. 43-50 (texte intégral).